# 萬人頭砲臺
萬人頭砲臺，是位於基隆市中山區的一處砲台遺址，過去曾是台灣日治時期基隆要塞司令部的要塞轄內設施，目前尚未具有文化資產身份。 

## 歷史

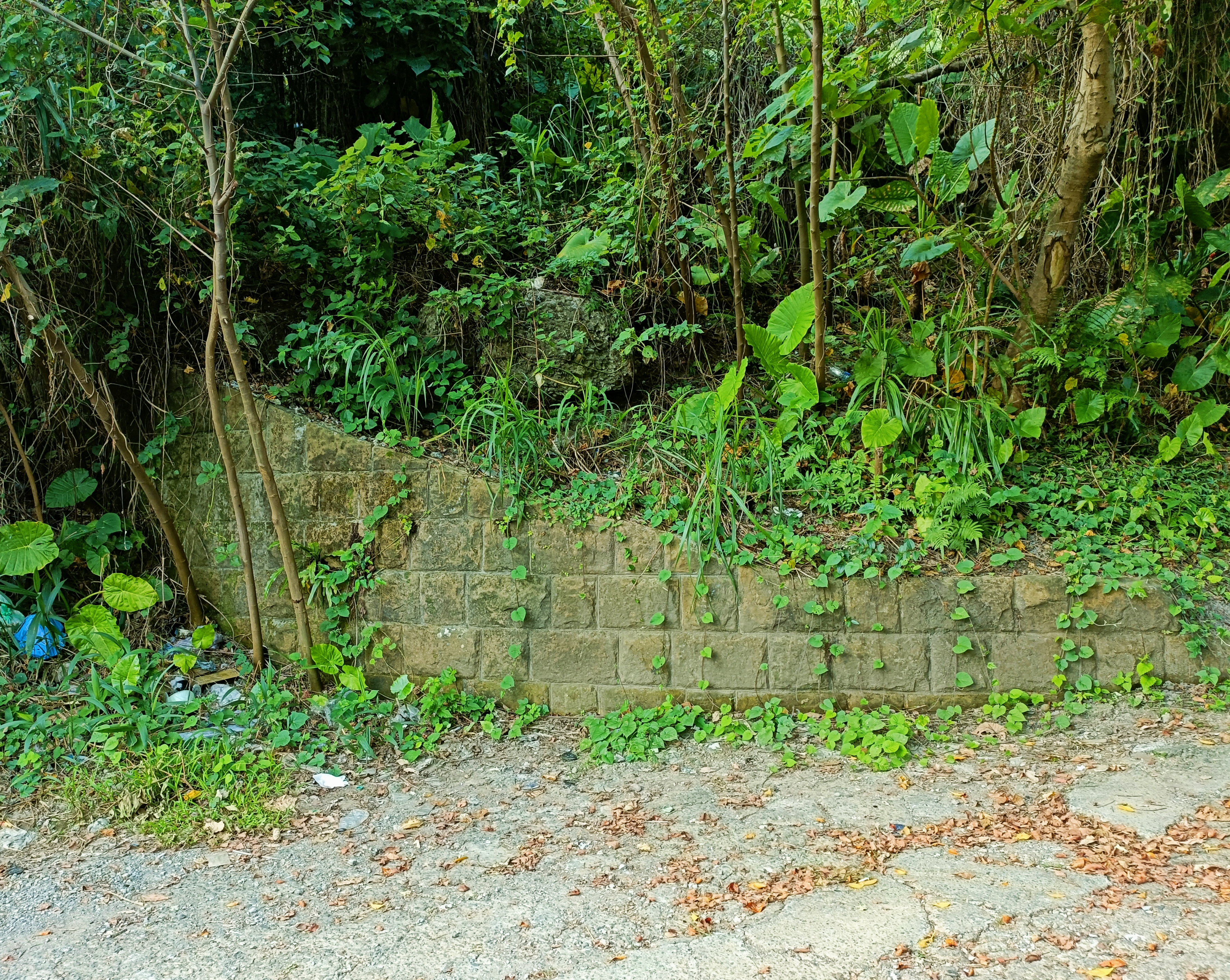
萬人頭砲臺

萬人頭砲臺位於基隆港西岸岬角萬人堆鼻旁，在中法战争時期，劉銘傳曾在鄰近火號山附近興建仙洞砲台（Fort Clement）和仙洞鼻砲台（Fort Lutin)，法軍佔領後，該設施亦未加以利用。後因砲台已逐漸往高處發展而廢棄。
台灣於光緒二十一年（西元1895年）接受日本統治後，日軍隨即起調查和測繪基隆各砲臺之標高和配備，基隆要塞砲兵大隊於明治三十三年（西元1901年）11月始建萬人頭砲臺，完成於明治三十七年（1904年）8月，設施鄰近於基隆燈塔。該系統屬海防型砲台，與附近的白米甕砲臺互為犄角共扼基隆港西岸及外海。成為負責基隆港外港海域的第一道防禦防線。
1920年，基隆要塞在整編之時，軍備隨之縮編，萬人頭砲臺撤除火砲為預備砲台。昭和9年（1934年），根據根據要塞再整理修正計畫要領之內容，萬人頭砲臺遭到撤去。並在1936年撤去鉄鋼製九粍連射加農砲及1940年撤去鋼銅製九糎速射加農砲。

## 平面配置與構造
萬人頭砲臺系統依照萬人頭沿岸周圍地形而興建，原設施設有砲台兩門，以及砲側庫、火藥支庫、彈廠、炸藥填實所、裝藥調製所、兵舍、儲水所、監守衛舍、廁圊等設施。現僅存部份結構。